# Antiwar.com

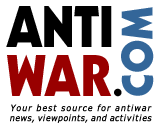

Antiwar.com är en icke-interventionistisk webbsajt som är emot krig och imperialism. Även om sajtens redaktörer beskriver sig som libertarianer ges ofta utrymme till skribenter av andra politiska kulörer, bland annat paleokonservativa och personer på vänsterkanten som ställer sig bakom det icke-interventionistiska budskapet.
Sajten startades år 1995 som en reaktion på Clintonadministrationens interventioner på Balkan. Grundaren är Justin Raimondo, som också var chefredaktör fram till sin död 2019.